# Коршун Юрій Васильович
Ко́ршун Ю́рій (Гео́ргій) Васи́льович (нар. 1873, Орел, Російська імперія — пом. 8 серпня 1951, Харків, УРСР) — український хімік, дослідник пірольних сполук, викладач Харківського і Таврійського університетів, Гірничого інституту в Дніпропетровську і Харківського фармацевтичного інституту.

## Біографія
Народився у 1873 році у дворянській сім'ї, був сином військовослужбовця. По закінченні гімназії у 1893 році навчався на природничому відділенні фізико-математичного факультету Харківського університету. Здобувши вищу освіту, залишився працювати в лабораторії неорганічної хімії.
Склавши магістерські іспити, у 1903 році Коршун здобув право викладати курс органічної хімії у статусі приват-доцента. Згодом його направили на стажування за кордон, де він працював під керівництвом німецького хіміка Вільгельма Оствальда та італійського фотохіміка Джакомо Чамічана. У 1908 році Коршун захистив докторську дисертацію, був професором кафедри технічної хімії Харківського університету. У Харкові вчений працював до 1921 року.
У 1920 році Коршун переїхав до Криму та обійняв посаду професора Таврійського університету. Там він викладав на фізико-математичному, агрономічному та медичному факультетах — читав курси органічної та неорганічної хімії, фармації і фармакогнозії. Наприкінці 1920 його заарештовує Кримська ЧК, але завдяки заступництву Володимира Вернадського Коршуна відпускають.
На початку 1922 року науковець переїжджає до Дніпропетровська, де до 1930 року викладає у Гірничому інституті. Згодом Коршун повертається до Харкова: працює у Вуглехімічному інституті, у Фармацевтичному і Поліграфічному інститутах. Восени 1936-го переходить до Харківського хіміко-технологічного інституту, в якому і лишається до кінця життя, — спочатку викладаючи на кафедрі барвників і напівпровідників, а потім — на посаді завідувача кафедри неорганічної хімії.

## Наукова діяльність
Основна частина наукової діяльності Коршуна стосувалася хімії піролу. На цю тему написав близько півсотні праць, серед яких виділялася монографія «Методы получения пирролла и его производных» (1907). Вивчення сполук він проводив із залученням піонерських методів: електронної спектроскопії, рефрактометрії, калориметрії тощо.
Видав навчальні посібники:
- «Некоторые химические процессы в лабораториях и живых организмах» (1910)
- «Курс общей химии», ч.1 (1912)
- «Основные законы химии» (1923)
- «Курс органической химии», ч.1 (1932)
- «Физико-химические основы качественного анализа» (1932)

Брав участь у діяльності Всесоюзного хімічного товариства ім. Менделєєва. Нагороджений орденом Червоної Зірки.